# Jakuszyce
Jakuszyce [jaku'ʃɨtsɛ] (deutsch Jakobsthal) ist eine Ansiedlung mit weniger als 100 Einwohnern zwischen Riesengebirge und Isergebirge im Südwesten Polens. Sie gehört zur Stadt Szklarska Poręba (Schreiberhau) im Powiat Karkonoski in der Woiwodschaft Niederschlesien. Die klimatischen Bedingungen in Jakuszyce entsprechen denen in den Alpen in 1500 m Höhe.

## Geografie und Verkehr

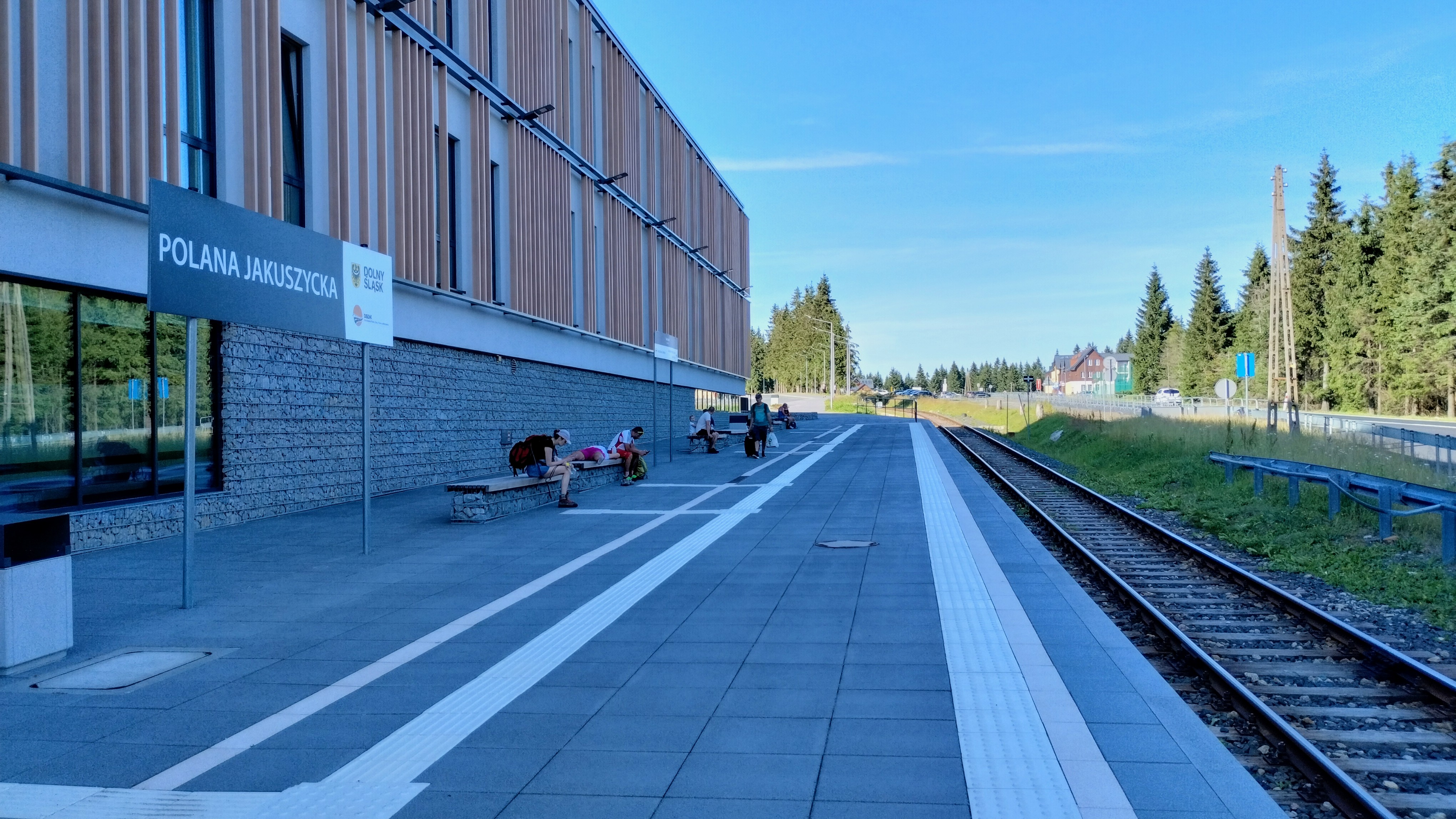
Neuer Bahnhof in Polana Jakuszycka (2023)

Jakuszyce liegt am Neuweltpass (polnisch Przełęcz Szklarska, tschechisch Novosvětský průsmyk) (886 m), einem Gebirgspass, der die geografische Grenze zwischen dem Riesengebirge im Osten und dem Isergebirge im Westen bildet. Er stellt von jeher eine der wichtigsten Verbindungen zwischen der schlesischen Nordseite und der böhmischen Südseite der Sudeten dar. Die Staatsgrenze zwischen Polen und Tschechien verläuft südlich des Passes, wo sich auch der Grenzübergang befindet. Über den Pass verläuft die E 65 von Stettin nach Prag.
Über den Pass führt die Bahnstrecke Jelenia Góra–Kořenov von Niederschlesien nach Böhmen, die ehemalige preußische Zackenbahn. Die Station Polana Jakuszycka auf 886 m Höhe ist Polens höchstgelegener Bahnhof an einer Normalspurstrecke. Bis 1997 verkehrten auf der Trasse Güterzüge, die aus Richtung Jelenia Góra kommend bis Jakuszyce fuhren. Am 28. August 2010 wurde der grenzüberschreitende Reiseverkehr wieder aufgenommen, der infolge des Zweiten Weltkrieges aufgegeben worden war.

## Gebietsaustausch zwischen der Tschechoslowakei und Polen 1958

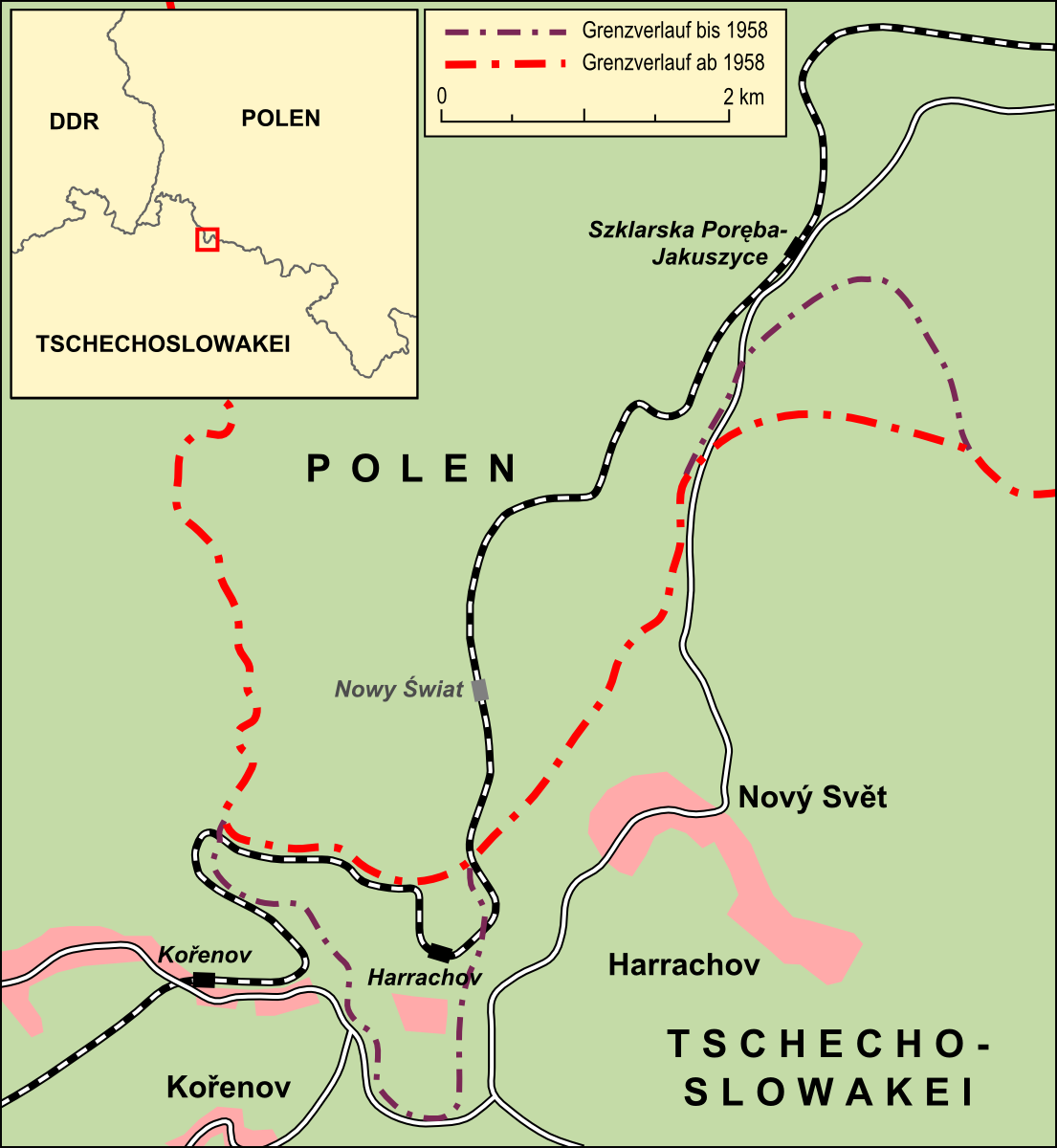
Karte des Gebietstausches

Südlich des Passes liegt an den Hängen des Isergebirges eine urwaldartige Einöde. Die auf Jakuszyce folgende, aufgelassene Station Nowy Świat (Neuwelt) liegt etwa fünf Kilometer südlich des Passes mitten im Wald, noch auf polnischem Gebiet, und war vor dem Zweiten Weltkrieg die Haltestelle für den böhmischen Ort Neuwelt (Nový Svět). Erst nach einem weiteren Kilometer überquerte die Strecke die Staatsgrenze zur Tschechoslowakei. Die (heute) erste Station auf tschechischem Gebiet, Harrachov, einen Kilometer unterhalb der Grenze, hieß früher Tkacze und lag wie auch die anschließenden drei Bahnkilometer bis an den Fluss Jizera (Iser) 1958 ebenfalls in Polen.
1958 wurde der Grenzverlauf durch einen Gebietsaustausch zwischen der Tschechoslowakei und Polen bereinigt. Dabei erwarb die Tschechoslowakei die beiden polnischen Weiler Zieleniec (Hoffnungsthal) (heute: Údolí Naděje) und Tkacze (Strickerhäuser) (heute: Mýtiny), die an der Südspitze des auf die böhmische Südseite des Isergebirges ausgreifenden polnischen Territoriums lagen. Im Gegenzug bekam Polen ein flächenmäßig gleich großes Gebiet an der einst tschechischen Nordflanke des Mrtvý vrch (Todtenberg, 1060 m), östlich des Neuweltpasses im Riesengebirge, das ebenfalls noch südlich des Passes liegt.
Der Staatsvertrag über den Gebietsaustausch wurde am 10. Oktober 1958 unterzeichnet.

## Wintersport
Jakuszyce bietet Skilanglauf-Sportlern ein Loipennetz mit einer Gesamtlänge von etwa 100 km. Neben dem Bahnhof Polana Jakuszycka befindet sich das Langlauf- und Biathlonstadion Dolnośląskie Centrum Sportu Polana Jakuszycka (auf Deutsch: niederschlesisches Sportzentrum Polana Jakobsthal), in dem 2024 die Biathlon-Junioren-EM stattgefunden haben. 2027 sollen dort die Biathlon-Junioren-WM ausgetragen werden. Jährlich ist das Zentrum auch Start- und Zielort des internationalen Skimarathons „Bieg Piastów“